# NGC 7752 وNGC 7753
NGC 7752 and NGC 7753 هي مجموعة من المجرات تبعد حوالي 272 مليون سنة ضوئية تقع في كوكبة الفرس الأعظم.
NGC 7753 هي المجرة الرئيسية. وهي مجرة حلزونية مع نواة صغيرة. NGC 7752 هي مجرة تابعة مع NGC 7753. وهي مجرة محدبة ضلعية وهي على ما يبدو معلقة على واحدة من الاسلحة الحلزونية.
NGC 7753 تشبه مجرة الدوامة (M51A) والتابعة NGC 5195 تشبه (M51B).

## مستعر أعظم
أول مستعر أعظم اكتشف في NGC 7753 كان في عام 2006 في شهر يناير. وأعقب ذلك بأربعة أشهر أيضاً بشهر مايو 2006 وهو مستعر أعظم من النوع الأول. في يناير 2013 مستعر أعظم من النوع الأول، وفي أغسطس 2015 مستعر أعظم من النوع الثاني.

## وصلات خارجية
- Galaxies NGC 7753 & NGC 7752 in Pegasus
- على موقع ويكي سكاي: DSS2, SDSS, GALEX, IRAS, Hydrogen α, X-Ray, Astrophoto, Sky Map, Articles and images